# Jean Chassard
Pour les articles homonymes, voir Chassard.
Jean Chassard, né à Fraize (Vosges) le 27 juin 1912 et mort à Nancy le 31 décembre 2006, est un professeur de littérature allemande. Seul ou en collaboration avec son collègue Gonthier Weil, il est l'auteur de nombreux manuels de langue allemande utilisés dans la seconde moitié du XXe siècle.

## Biographie
Élève de l'École normale supérieure de Saint-Cloud, il est reçu 4e à l'agrégation d'allemand en 1942. Il effectue toute sa carrière comme professeur au lycée Poincaré de Nancy de 1943 à 1976.

## Publications
- La Grammaire de l'allemand moderne en 50 tableaux, éd. Armand Colin, 1966.
- Jean Chassard et Gonthier Weil, Anthologie des auteurs allemands, éd. Armand Colin, coll. U, tome 1, 1967, tome 2, 1969.
- Gonthier Weil et Jean Chassard, Les Grandes Dates des littératures étrangères, Presses universitaires de France, coll. Que sais-je, n°1350, 1969.
- Dictionnaire des œuvres et des thèmes de la littérature allemande, éd. Hachette, 1972.
- Histoire de la littérature de langue allemande, éd. Hachette, 1981.